# Тезис на Чърч
Тезисът на Чърч (също като Тезис на Чърч-Тюринг  или Теза на Чърч-Тюринг ), по името на американския логик Алонсо Чърч и Тюринг, в теория на изчислимостта е комбинирана хипотеза („тезис“) за природата на ефективно изчислимите функции чрез рекурсия (тезис на Чърч), чрез механичен способ, еквивалентен на машина на Тюринг (тезис на Тюринг) или чрез употреба на ламбда-изчисление на Чърч.
Тезисът на Чърч по-конкретно твърди, че всички дефиниции на понятието формален метод (алгоритъм, ефективна процедура) са еквивалентни.
Нарича се тезис, защото не е аксиома, не е и математическа теорема, а подобно на физическите закони изразява експериментален опит – всяка нова конструкция на изчисляващо устройство се оказва еквивалентна на коя да е от известните схеми за изчисление (например на машина на Тюринг).